# Gemeinsamer Ausschuss Elektronik im Bauwesen

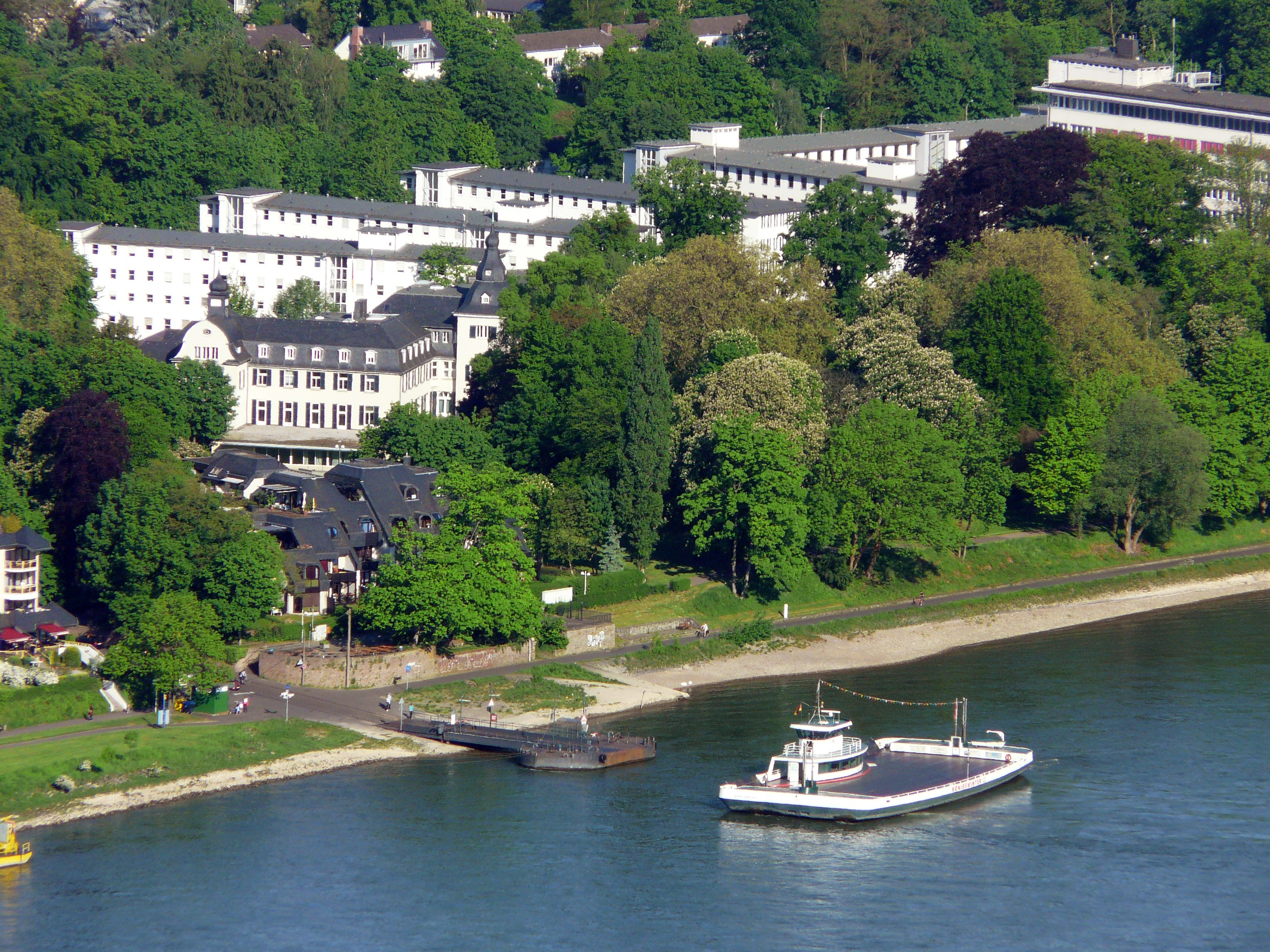
Der Sitz der GAEB-Geschäftsstelle aus der Vogelperspektive

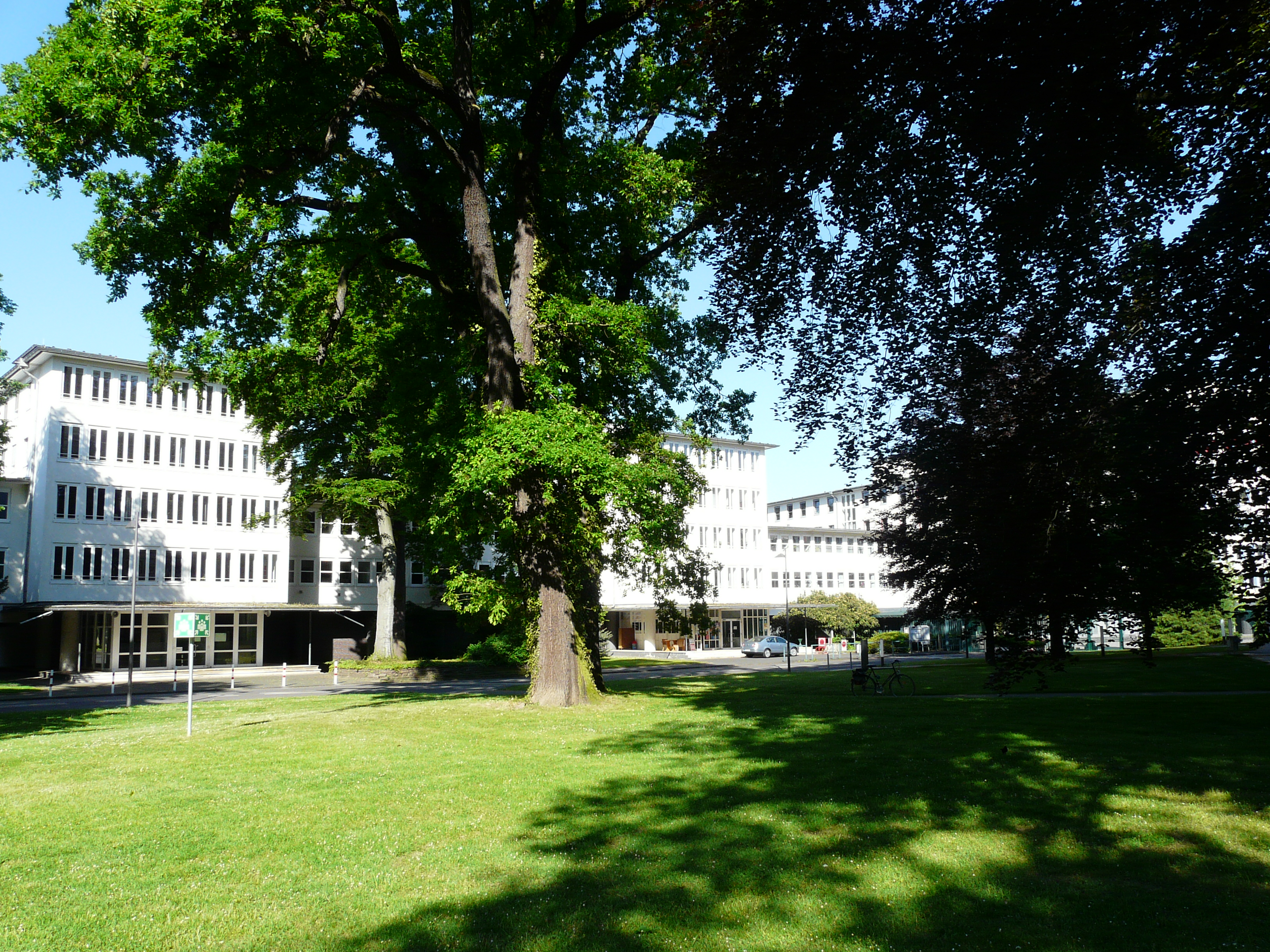
Der Sitz der GAEB-Geschäftsstelle in Bonn

Der Gemeinsame Ausschuss Elektronik im Bauwesen (GAEB) hat seit dem Jahr 1966 die Aufgabe, die Rationalisierung im Bauwesen mittels Datenverarbeitung zu fördern.
Der GAEB ist seit dem 1. Januar 2005 als Hauptausschuss im Deutschen Vergabe- und Vertragsausschuss für Bauleistungen (DVA) eingegliedert. Die Grundlagen der Arbeit des GAEB sind in der Satzung des DVA verankert. Vorsitzender des Hauptausschuss GAEB ist Herbert Rheinberg vom Bau- und Liegenschaftsbetrieb Nordrhein-Westfalen – Abteilung Bundesbau (Stand: Mai 2019). Die Geschäftsführung ist beim Bundesinstitut für Bau-, Stadt- und Raumforschung (BBSR) im Bundesamt für Bauwesen und Raumordnung (BBR) in Bonn angesiedelt.

## Aufgaben
Der Hauptausschuss GAEB (HA GAEB) betreut zurzeit im Bereich VOB-gerechte Bauleistungstexte 82 Leistungsbereiche des Standardleistungsbuches – STLB-Bau sowie 29 Leistungsbereiche des STLBBauZ (Zeitvertragsarbeiten). Die innovative Weiterentwicklung erfolgt in ca. 100 Facharbeitskreisen und Projektgruppen, die mit ca. 650 ehrenamtlich tätigen Experten besetzt sind.
Die Aufgabe des GAEB ist die Erstellung und Überarbeitung
- des Standardleistungsbuches Bau (STLB-Bau) mit standardisierten Texten zur Beschreibung von Bauleistungen für Neubau, Instandhaltung und Sanierung
- des Standardleistungsbuches mit standardisierten Texten zur Beschreibung von Bauleistungen für Zeitvertragsarbeiten (STLB-BauZ)
- von Regelwerken für den elektronischen Datenaustausch und den Aufbau des Leistungsverzeichnisses (GAEB DA). Es stellt mit dem „Aufbau Leistungsverzeichnis“ und dem „dv-technischen Schema XML“ die standardisierte Schnittstelle zum Austausch der fachlichen Informationen zwischen den am Bau Beteiligten zur Verfügung. Nach Aussage der Studie „Qualitätssicherung des GAEB-Datenaustausches für die Durchführung von Bauaufgaben öffentlicher Auftraggeber“ wurden im Jahre 2006 ein Bauvolumen von etwa 80 Mrd. Euro mittels GAEB-Datenaustausch transferiert.
- von Verfahrensbeschreibungen für die elektronische Mengen- und Bauabrechnung (GAEB-VB). Darin werden Regelungen für die Abrechnung von Bauleistungen sowie geometrische Lösungen für typische Abrechnungsaufgaben erarbeitet, aktualisiert und harmonisiert. Ziel ist, mit den gleichen Ausgangsdaten an verschiedenen Stellen unabhängig voneinander die gleichen Ergebnisse zu erreichen.

Ziel des GAEB ist eine effiziente Ausschreibung, Vergabe und Abrechnung (AVA) von Bauleistungen zu ermöglichen. Hierbei muss auch die Konformität mit den technischen Regelwerken des Deutschen Institutes für Normung e. V. (DIN) und der Vergabe- und Vertragsordnung für Bauleistungen (VOB) beachtet werden.

## GAEB-Datenaustausch
In verschiedenen Phasen vom AVA-Prozess ist der Datenaustausch zwischen den Beteiligten sowohl technisch, in Form eines Austausches zwischen unterschiedlichen Bau-Abrechnungsprogrammen, als auch prozessmäßig zur Automatisierung der Prozesse, notwendig. Der Datenaustausch ist eine Ergänzung zur Belegübergabe wie z. B. der Urschrift, des Leistungsverzeichnisses oder eines rechtsverbindlichen Angebots. Diese Funktionalität wird durch den „GAEB-Datenaustausch XML“, als ein standardisierter Austausch von Bauinformationen über die GAEB-Schnittstelle, realisiert. Im Jahr 2009 wurde das GAEB DA XML eingeführt. Dieses Format ist eine Weiterentwicklung von GAEB DA (1985), GAEB 90 (1990) und GAEB 2000 (1999), welche auf dem ASCII-Format basierten. Prozesse wie die elektronische Vergabe (e-Vergabe) basieren auf GAEB DA XML. Dieses Austauschverfahren ermöglicht zusätzlich den Einsatz von Textverarbeitungs- und Bildelementen. Dabei kommt XML als Austauschsprache zum Einsatz. Grundlage des elektronischen Datenaustauschs mit GAEB DA XML sind die vom GAEB herausgegebenen Schemadateien (.xsd).  Seit der im Jahr 2019 veröffentlichten Version GAEB DA XML 3.3 ist es möglich, referenzierbare LV-Objekte mit BIM-Modellen zu verbinden.

### Austauschphasen in GAEB DA XML

GAEB-Datenaustausch XML: Übersicht der Datenaustauschphasen GAEB DA XML 3.3

Folgende Datenaustauschphasen werden in der Fachdokumentation GAEB DA XML beschrieben:
- X31 Mengenermittlung – Mengenermittlungen nach der Regelungen für die Elektronische Bauabrechnung (REB) 23.003[8]
- X80 LV-Katalog –  Zum Beispiel neutrales, nach Fachgebieten oder Gewerken aufgestelltes Anwender-Leistungsverzeichnis als Quelle für objektbezogene Leistungsverzeichnisse (LV).
- X81 Leistungsbeschreibung – Die Leistungsbeschreibung besteht aus der Baubeschreibung, dem LV und den notwendigen Anlagen. Das LV besteht immer aus den nach Ordnungszahlen geordneten Beschreibungen der Teilleistungen mit ihren Attributen. Es enthält in der Regel keine Preise (Ausnahme: Zeitvertragsarbeiten).
- X82 Kostenansatz –  Der Kostenansatz besteht aus dem Leistungsverzeichnis mit geschätzten Preisen und dient den Vergabeentscheidungen. Er ist gleichzeitig bei Fortschreibung Grundlage für die Kostenkontrolle während der Bauausführung.
- X82Z Leistungsbeschreibung (Zeitvertragsarbeiten)
- X83 Angebotsaufforderung – Nach fachlicher Abstimmung wird das Leistungsverzeichnis ohne Preise (Ausnahme: Zeitvertragsarbeiten) den an der Ausführung der Bauleistung interessierten Unternehmen mit der Aufforderung zur Angebotsabgabe zugeleitet. Diese Phase beinhaltet auch Nachträge.
- X83Z Angebotsaufforderung (Zeitvertragsarbeiten)
- X84 Angebotsabgabe – Die Bieter, die sich an dem Angebotsverfahren beteiligen, ergänzen das Leistungsverzeichnis mit ihren Preisen, Bietertextergänzungen und freien Mengen und senden es als Angebot an die ausschreibende Stelle zurück. Der Zeitpunkt der Abgabe des Angebotes ist in der Angebotsaufforderung fest vorgegeben. Diese Phase beinhaltet auch Nachträge.
- X84P Preisspiegel
- X84Z Angebotsabgabe (Auf- und Abgebotsverfahren, Zeitvertragsarbeiten)
- X85 Nebenangebot –  Zusätzlich zum Hauptangebot kann der Bieter ein Nebenangebot mit alternativen Ausführungsarten abgeben. Ob ein Nebenangebot zugelassen ist, entscheidet der Auftraggeber. Diese Phase beinhaltet auch Nachträge.
- X86 Auftragserteilung –  Auf der Basis der von den Bietern abgegebenen und durch den Auftraggeber gewerteten Angebote wird der Auftrag zur Ausführung der Bauleistung dem Bieter mit dem wirtschaftlichsten Angebot erteilt. Damit ist der Bauvertrag zwischen Auftraggeber und Auftragnehmer geschlossen. Diese Phase beinhaltet auch Nachträge.
- X86ZR Rahmenauftrag (Zeitvertragsarbeiten)
- X86ZE Einzelauftrag (Zeitvertragsarbeiten)
- X87 Auftragsbestätigung
- X89 Rechnung – Die Rechnung wird mit den zugehörigen Leistungs- und Mengenansätzen übergeben; ggf. einschließlich der Zahlungshistorie aus vorangegangenen Rechnungen. Die Mengenansätze können auch an dieser Stelle durch Aufmaße belegt werden (zum Beispiel REB 23.003, Regelungen für die Elektronische Bauabrechnung).

- X31 Mengenermittlung
- X50 Baukostenkatalog
- X51 Kostenermittlung
- X52 Kalkulationsdaten
- X93 Handel-Preisanfrage
- X94 Handel-Preisangebot
- X96 Handel-Bestellung
- X97 Handel-Auftragsbestätigung.

## Qualitätsmanagement

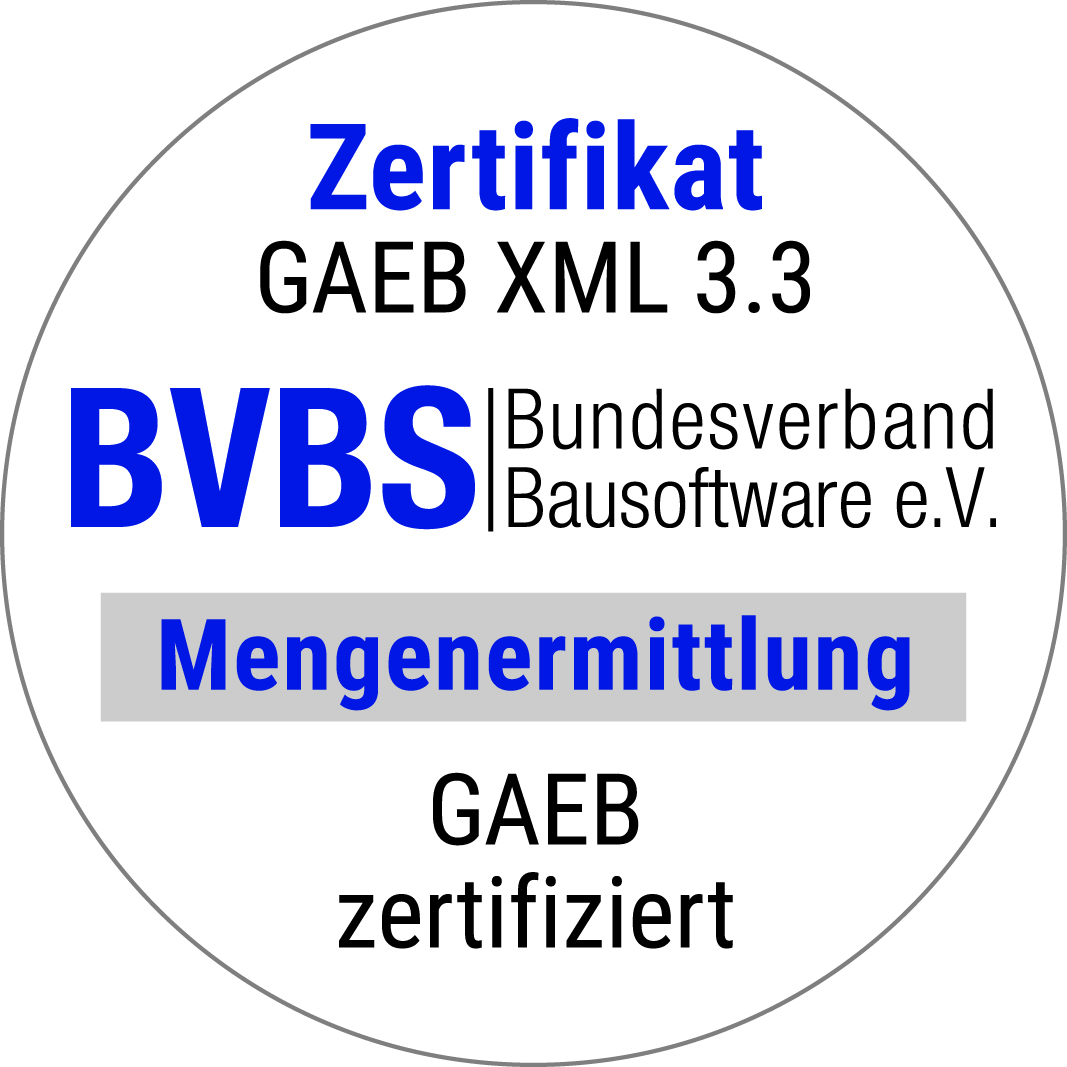
Das Bild zeigt das BVBS Gütesiegel für den GAEB-Datenaustausch für XML 3.3 im Bereich Mengenermittlung

Der Arbeitskreis „BVBS Datenaustausch“ im BVBS (Bundesverband Bausoftware e. V.) kümmert sich regelmäßig um ein Qualitätsmanagement im GAEB-Umfeld. Der BVBS führt u. a. auch GAEB-Zertifizierungen durch. Diese wird als Software-Zertifizierung durchgeführt. Es gibt GAEB-Zertifizierungen für die Bereiche „Bauausführung“, „AVA“, „Mengenermittlung“ und „Texterstellung“.
Im Jahr 2007 wurde vom Bundesministerium für Verkehr, Bau und Stadtentwicklung die Studie „Qualitätssicherung des GAEB-Datenaustausches für die Durchführung von Bauaufgaben öffentlicher Auftraggeber“ beauftragt. Auf Grundlage der gewonnenen Erkenntnisse wurden Empfehlungen getrennt nach Organisationseinheiten aufgelistet, die den Auftraggeber in die Lage versetzen, die erforderlichen Verbesserungen durchzuführen.